# أولاد اعكيل (سيدي عبد الله)
أولاد اعكيل هي إحدى مشيخات المملكة المغربية، تتبع جغرافيا لإقليم الرحامنة وإداريًا لسيدي عبد الله. يقدر عدد سكانها بـ 4947 نسمة حسب الإحصاء الرسمي للسكان والسكنى لسنة 2004.